# لینت ماسای
لینت ماسای (انگلیسی: Linet Masai؛ زادهٔ ۵ دسامبر ۱۹۸۹) دونده دو استقامت اهل کنیا است.
وی در مسابقات کشوری و بین‌المللی در مجموع برندهٔ ۲ مدال طلا، ۳ مدال نقره، ۴ مدال برنز شده‌است.